# Thomas Kinkaid
Thomas Cassin Kinkaid (Hanover, 3 aprile 1888 – Bethesda, 17 novembre 1972) è stato un ammiraglio statunitense dell’United States Navy durante la seconda guerra mondiale.

## Biografia

### Seconda guerra mondiale
Partecipò alla battaglia del Mar dei Coralli (4-8 maggio 1942) come comandante del 1º gruppo di attacco, composto dagli incrociatori pesanti Minneapolis e New Orleans, compreso nella Task Force 17 del contrammiraglio Frank Fletcher. Nell'ultima fase della battaglia diresse le operazioni di salvataggio dei naufraghi della portaerei Lexington affondata dai giapponesi.

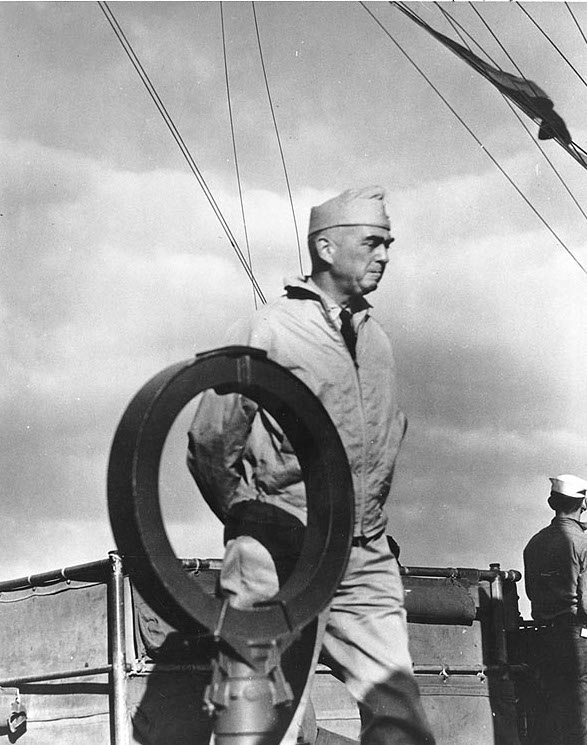
Il contrammiraglio Thomas Kinkaid.

Successivamente prese parte alla battaglia delle Midway (3-8 giugno 1942) al comando della 6ª divisione incrociatori, comprendente la New Orleans, Minneapolis, Vincennes, Northampton, Pensacola ed Atlanta, nella Task Force 16 del contrammiraglio Raymond Spruance.
Successivamente fu tra i protagonisti della battaglia delle Salomone Orientali (24 agosto 1942) al comando della Task Force 16, composta dalla portaerei Enterprise, dalla corazzata North Carolina, dall'incrociatore pesante Portland e da quello leggero Atlanta più altri sei cacciatorpediniere.
Nelle acque di Guadalcanal il 26 ottobre 1942 comandò la Task Force 16 nella battaglia delle isole Santa Cruz e poi il 12-13 novembre nella battaglia navale di Guadalcanal.
Prese parte poi alla offensiva nelle isole Aleutine che portò nel maggio 1943 alla conquista americana di Attu.
Il 15 agosto 1943 Kinkaid fu nominato comandante della Settima Flotta e controllava tutte le forze navali alleate del settore Pacifico sud-occidentale (South West Pacific Area); era alle dirette dipendenze del generale Douglas MacArthur.
Kinkaid comandò la flotta di 6 corazzate, 18 portaerei di scorta e numerose cacciatorpediniere e navi appoggio; combatté nella battaglia dello Stretto di Surigao, nella battaglia del Golfo di Leyte (23-26 ottobre 1944). Le sue unità si batterono anche nella battaglia di Samar, inquadrate nel Task Group 77-4 del contrammiraglio Thomas L. Sprague.
Prese poi parte alle operazioni di sbarco a Lingayen (gennaio 1945) e alla conquista di Luzon (primavera 1945).